# Луцкий ремонтный завод
Луцкий ремонтный завод «Мотор» (укр. Луцький ремонтний завод "Мотор") — государственное предприятие авиационной промышленности Украины, расположенное в г. Луцк.
Предприятие осуществляет диагностику, ремонт, техническое обслуживание турбореактивных самолётных авиадвигателей третьего и четвёртого поколения.
Является единственным предприятием Украины, способным осуществлять ремонт авиадвигателей РД-33.
Входит в перечень предприятий, имеющих стратегическое значение для экономики и безопасности Украины.

## История

### 1938—1991
18 августа 1938 года в городе Орёл были созданы 284-е стационарные авиаремонтные мастерские.
После начала Великой Отечественной войны, в связи с приближением линии фронта, авиамастерские были эвакуированы в Липецк, а затем — в Саратов.
В марте 1945 года авиамастерские были перемещены в Луцк.
Всего в период Великой Отечественной войны работники авиамастерских выполняли ремонт 11 типов самолётов и 9 типов авиадвигателей, они отремонтировали 985 самолётов и 2490 авиадвигателей.
1 января 1946 года на базе авиамастерских была создана 223-я авиаремонтная база.
В 1991 году на заводе работало свыше 3 тыс. человек.

### После 1991 года
После провозглашения независимости Украины, 223-я авиаремонтная база была передана в подчинение министерства обороны Украины.
В 1992 году завод начал внешнеэкономическую деятельность.
В феврале 1998 года предприятие получило новое наименование: Луцкий ремонтный завод «Мотор».
27 июля 1998 года завод был внесён в перечень предприятий, имеющих стратегическое значение для экономики и безопасности Украины.
7 июля 1999 года завод был внесён в перечень предприятий Украины, не подлежащих приватизации.
После создания 7 июня 2005 года концерна «Авиавоенремонт», завод вошёл в состав концерна.
В 2006 году завод отремонтировал авиадвигатели для истребителей Су-27 и МиГ-29 вооружённых сил Украины на сумму 17 млн. гривен.
По состоянию на 2008 год, предприятие осуществляло:
- капитальный ремонт авиационных двигателей типа АЛ-21Ф-3 и всех комплектующих их агрегатов для самолётов Су-17, Су-20, Су-22, Су-24[1]
- капитальный ремонт выносных коробок агрегатов и всех комплектующих к ним для самолётов Су-27, Су-30[1]
- ремонт авиадвигателей РД-33[1]
- гарантийное и послегарантийное обслуживание отремонтированной авиатехники[1]
- теоретическое и практическое обучение специалистов капитальному ремонту авиадвигателей и их комплектующих[1]

9 июня 2010 года Кабинет министров Украины принял постановление № 405, в соответствии с которым завод вошёл в перечень предприятий авиапромышленности Украины, получающих государственную поддержку.
После создания в декабре 2010 года государственного концерна «Укроборонпром», завод вошёл в состав концерна.
4 ноября 2011 года директор завода Н. Матрунчик сообщил, что общая численность работников предприятия составляет 943 человека, производственные мощности завода загружены на 15 % и предприятие вынужденно занимается выпуском металлопластиковых окон.
31 октября 2012 года министерство обороны Украины выделило заводу 59 млн гривен на ремонт авиадвигателей для истребителей Су-27 и МиГ-29. В результате, в течение 2012 года завод отремонтировал авиадвигателей на сумму 252 млн. гривен — почти в два раза больше, чем в 2011 году, однако денежные средства за выполненные работы были получены заводом несвоевременно и не в полном объёме (так, на начало января 2014 года задолженность министерства обороны Украины по контракту 2012 года составляла 17 млн гривен).
В апреле 2013 года главный технолог завода С. Свистюла сообщил, что на предприятии освоен выпуск свыше 3 тыс. деталей для авиадвигателей и в будущем номенклатуру выпускаемых компонентов планируется расширить.
В июле 2013 года ГП «Укроборонсервис» и вьетнамская компания «VAXUCO» заключили соглашение о ремонте партии авиадвигателей АЛ-31Ф для Вьетнамской народной армии на Луцком ремонтном заводе "Мотор".
10 июля 2013 года пресс-служба завода сообщила, что общий объём расходов на развитие предприятия за пять прошедших лет составил 52 млн. гривен, из них свыше 41,5 млн. гривен было израсходовано на приобретение нового оборудования.
В общей сложности, в период до 16 августа 2013 года, за первые 75 лет работы, предприятием были отремонтированы свыше 18 тыс. поршневых и турбореактивных авиадвигателей.
По результатам 2012 и первых девяти месяцев 2013 года завод вошёл в перечень семи наиболее успешных предприятий "Укроборонпрома", авиационной промышленности Украины.
Весной 2014 года завод получил от министерства обороны Украины дополнительное финансирование: 68,62 млн. гривен на капитальный ремонт шести двигателей РД-33, семи двигателей АЛ-31Ф и 8 двигателей АЛ-21Ф-3Т.
В июне 2014 года министерство обороны Украины выделило заводу 7,94 млн гривен на ремонт двух авиадвигателей РД-33.
3 июля 2014 года министерство обороны Украины выделило заводу 8,61 млн. гривен на ремонт авиадвигателей РД-33 и АЛ-21Ф-3Т.
26 февраля 2015 года руководство предприятия сообщило, что завод работает в две смены и полностью использует имеющиеся производственные мощности.
6 апреля 2015 года министерство обороны Украины выделило заводу 43,97 млн. гривен на капитальный ремонт и переоборудование летательных аппаратов и авиадвигателей.
29 января 2016 года заместитель генерального директора ГК "Укроборонпром" А. В. Херувимов сообщил, что завод освоил производство 4385 из 7600 позиций запасных частей, необходимых для капитального ремонта обслуживаемых двигателей и в течение 2016 года планируется освоить ещё 312 наименований.
В марте 2016 года завод заключил контракт на капитальный ремонт 50 авиадвигателей для ВВС Украины общей стоимостью 135,43 млн гривен. Кроме того, в течение 2016 года завод заключил 8 контрактов с иностранными государствами на общую сумму 579,2 млн гривен.
В сентябре 2018 года завод освоил производство 5,5 тыс. деталей для авиадвигателей.